# Brest (Štip)
Brest (makedonsky: Брест) je vesnice v Severní Makedonii. Nachází se v opštině Štip ve Východním regionu.

## Demografie
Podle sčítání lidu z roku 2002 žije ve vesnici 32 obyvatel, všichni jsou makedonské národnosti.